# Взятие Кастроджованни
Взятие Кастроджованни — одно из сражений арабо-византийских войн и сражений эпохи завоевания арабами Сицилии, произошедшее в январе 859 года.

## Ход событий
В крепости Кастроджованни (совр. название Энна) находилась резиденция византийского правителя, перенесенная туда из Сиракуз. Во время одного из набегов под Кастроджованни зимою 858 года в плен к мусульманам попал один грек, которого хотели казнить. Пленник умолял о пощаде и просил оставить ему жизнь на том условии, что он поможет арабам захватить крепость. Аглабидский наместник Сицилии Аббас бин аль-Фадль согласился на это предложение. 
В зимнее время ромеи не ожидали настоящего нападения и поэтому ослабили охрану. Аббас с двумя тысячами всадников двинулся к Кастроджованни. Пленный грек, пользуясь темною ночью, осторожно провел часть отряда через водосток в город. Убив неприготовленную к отражению стражу, вошедшие в город арабы открыли ворота, через которые и вошла остальная часть войска с Аббасом во главе, и 24-го января 859 года эта почти неприступная крепость перешла в руки мусульман со всеми громадными богатствами и многочисленными пленными. 

## Последствия
В качестве подарка многие пленные из Кастроджованни были отправлены даже к далекому аббасидскому халифу Мутаваккилу.
Падение Кастроджованни заставило византийское правительство Михаила III послать в Сицилию помощь. Был сооружен большой флот в триста хеландий под начальством патриция Константина Кондомита, который прибыл в Сиракузы осенью 859 года. В происшедшей битве византийский флот потерпел страшное поражение, потерял сто хеландий, тогда как потери мусульман ограничились только тремя человеками, как замечает Ибн-ал-Асир.